# Sadhana Shivdasani
Sadhana Shivdasani (sindhi : साधना), née le 2 septembre 1941 à Karachi et morte le 25 décembre 2015 à Bombay, est une actrice indienne.
Elle fut l'une des plus des plus grandes stars de sa génération et une icône de la mode dans les années 1960 et au début des années 1970 notamment grâce à sa célèbre coupe qu'on appela alors la coupe Sadhana. 
Sadhana connut la gloire grâce aux films Woh Kaun Thi en (1964), Mera Saaya en (1965) et  Anita en (1968).
En 1965, Sadhana a été acclamée par la critique pour son interprétation dans le film Waqt pour lequel elle reçut une nomination au Filmfare Awards en tant que meilleure actrice.

## Biographie
Sadhana est née en 1941 à Karachi au sein d'une famille sindhi hindou dans la province du Sindh. 
Le père de Sadhana est le frère de Hari Shivdasani qui est le père de l'actrice Babita.
Babita est la mère des actrices Kareena  et Karishma Kapoor.
En 1947, la famille Shivdasani quitte Karachi à cause des troubles de la partition des Indes et de leur appartenance religieuse à l'hindouisme.
La famille s'installe à Bombay et commence une nouvelle vie.

### Carrière
Débuts (1958-1962)
À 15 ans, Sadhana fut découverte par un producteur lorsqu'elle jouait dans une pièce de théâtre de son collège.
En 1958 Sadhana fut engagée dans le film sindhi Albana ; le réalisateur  Sashadhar Mukherjee remarqua l’interprétation de Sadhana dans le film et lui offrit un rôle dans Pyaar in Simla en 1960.
Succès (1962-1969)
En 1962 vient le véritable succès avec les films Ek Musafir Ek Hasina et Asli Naqli.
À partir de ces deux films, Sadhana Shivdasani entre dans le Top 3 des actrices indiennes les plus bankables et s'y maintient de 1962 à 1967.
L'année suivante Sadhana tourne dans Mehboob Mere et Woh Kaun Thi pour lequel elle a obtenu un Filmfare nomination comme meilleure actrice.
En 1965, Sadhana tourne dans le film Waqt pour lequel elle reçoit une nomination en tant que meilleure actrice au Filmfare Awards.
Le réalisateur  Khosla  lui offre deux rôles dans deux films à  mystère, Mera Saaya en 1966 et Anita en 1967.
En 1968, Sadhana va connaitre des problèmes de santé liées à la thyroïde; ainsi elle se rend à Boston pour se faire soigner.
En 1969, elle tourne dans le film Inteqaam, et Ek Phool Ne Mali,
puis en 1974 elle joue dans le film  Geeta Mera Naam.
Elle a ensuite décidé de ne plus tourner de films à un rythme soutenu. Elle et son mari créeront une société de production par la suite. Elle a également réalisé un film mettant en vedette Dimple Kapadia en 1989.

## Filmographie
| Année | Film                      | Rôle                   | Note                                                          |
| ----- | ------------------------- | ---------------------- | ------------------------------------------------------------- |
| 1955  | Shree 420                 | Chorus girl            | Cameo, rôle dans la chanson Eechak Dana Beechak Dana          |
| 1958  | Abana                     |                        | Premier film Sindhi film                                      |
| 1960  | Love in Simla             | Sonia                  |                                                               |
| 1960  | Parakh                    | Seema                  |                                                               |
| 1961  | Hum Dono                  | Mita                   |                                                               |
| 1962  | Prem Patra                | Kavita Kapoor          |                                                               |
| 1962  | Man-Mauji                 | Rani                   |                                                               |
| 1962  | Ek Musafir Ek Hasina      | Asha                   |                                                               |
| 1962  | Asli-Naqli                | Renu                   |                                                               |
| 1963  | Mere Mehboob              | Husna Banu Changezi    |                                                               |
| 1964  | Woh Kaun Thi?             | Sandhya / Seema        | Nomination: Filmfare Award pour la meilleure actrice féminine |
| 1964  | Rajkumar                  | Princess Sangeeta      |                                                               |
| 1964  | Picnic                    |                        |                                                               |
| 1964  | Dulha Dulhan              | Rekha / Chanda         |                                                               |
| 1965  | Waqt                      | Meena Mittal           | Nomination: Filmfare Award pour la meilleure actrice féminine |
| 1965  | Arzoo                     | Usha                   |                                                               |
| 1966  | Mera Saaya                | Geeta / Nisha (Raina)  |                                                               |
| 1966  | Gaban                     | Jalpa                  |                                                               |
| 1966  | Budtameez                 | Shanta                 |                                                               |
| 1967  | Anita                     | Anita                  |                                                               |
| 1968  | Stree                     |                        | Oriya film                                                    |
| 1969  | Sachaai                   | Shobha Dayal           |                                                               |
| 1969  | Intaquam                  | Reeta Mehra            |                                                               |
| 1969  | Ek Phool Do Mali          | Somna                  |                                                               |
| 1970  | Ishq Par Zor Nahin        | Sushma Rai             |                                                               |
| 1971  | Aap Aye Bahaar Ayee       | Neena Bakshi           |                                                               |
| 1972  | Dil Daulat Duniya         | Roopa                  |                                                               |
| 1973  | Hum Sab Chor Hain         |                        |                                                               |
| 1974  | Geeta Mera Naam           | Kavita / Neeta / Geeta |                                                               |
| 1974  | Chhote Sarkar             |                        |                                                               |
| 1974  | Vandana                   |                        |                                                               |
| 1975  | Amaanat                   | Suchitra               |                                                               |
| 1978  | Mehfil                    | Shalini / Ratnabai     |                                                               |
| 1987  | Nafrat                    |                        |                                                               |
| 1988  | Aakhri Nishchay           |                        |                                                               |
| 1994  | Ulfat Ki Nayee Manzeelein |                        | Sortie retardée                                               |